# Zion Church (Batticaloa)
Die Zion Church in Batticaloa (Sri Lanka) ist eine evangelikale Freikirche, die auch ein christliches Radioprogramm auf Tamil ausstrahlt. Sie wurde 1974 von Rev. Inpam Moses gegründet und ist eine Tochterkirche der Lighthouse Church in Kandy.
Das Kirchengebäude befindet sich an der Central Road 34 A in Batticaloa, einer Stadt an der Ostküste Sri Lankas. Senior Pastor der Gemeinde ist (2019) Roshan Mahesan. 
Während des Ostergottesdienstes am Morgen des 21. April 2019 wurde die Gemeinde zum Ziel von einem der Bombenanschläge in Sri Lanka am Ostersonntag 2019, bei dem mindestens 27 Menschen starben und über 100 verletzt wurden.